# Bewitched (2005)
Bewitched is een Amerikaanse speelfilm uit 2005 onder regie van Nora Ephron. De productie is geen verfilming van de gelijknamige televisieserie, maar meer een soort eerbetoon eraan. Nicole Kidman en Will Ferrell spelen de hoofdrollen en werden hiervoor genomineerd voor de Golden Raspberry Award voor het slechtste filmduo. Bewitched werd daarnaast genomineerd voor Gouden Frambozen voor slechtste regisseur, slechtste scenario, slechtste vervolg en slechtste acteur (Ferrell).

## Verhaal
De serie draait om een heks genaamd Isabel, die graag haar magie wil opgeven om een normaal leven te leiden. Dit tegen de waarschuwingen van haar vader in, die van mening is dat ze nooit zonder magie kan. Ze ontmoet een filmster genaamd Jack Wyatt, wiens carrière op dat moment in een diep gat zit. Hij wil meewerken aan een televisieserie gebaseerd op de klassieke televisieserie Bewitched, maar moet daarvoor nog wel een actrice vinden die de rol van Samantha kan spelen. Jack hoopt deze serie te kunnen gebruiken om eindelijk weer naam te maken als acteur.
Jack ziet in Isabel de geschikte actrice en zorgt dat ze de rol krijgt. Isabel blijkt echter een stuk populairder dan Jack, en verdringt hem in de serie meer en meer naar de achtergrond. Jack pikt dit niet en besluit Isabels personage in de serie een kleinere rol te geven, zodat de nadruk meer op zijn personage, Darrin, komt te liggen. Wanneer Isabel dit ontdekt, uit ze haar woede tegenover hem. Dit komt voor Jack als een verrassing daar nog nooit iemand openlijk tegen hem in heeft durven gaan. Hij krijgt respect voor Isabel en geeft haar weer een grotere rol. De twee worden zelfs verliefd op elkaar.
Isabel gaat zich uiteindelijk zorgen maken, omdat zij het feit dat ze echt een heks is verborgen houdt voor Jack, en toont hem uiteindelijk haar kracht. Jack wordt hysterisch bij het zien van haar magie en de twee gaan uit elkaar. Isabel besluit verslagen en verdrietig terug te gaan naar huis. Als ze dat doet, moet ze volgens haar oom Arthur 100 jaar lang blijven. Jack beseft dat hij echt van Isabel houdt en probeert haar te vinden voor ze naar huis gaat. Hij vindt haar in de studio, daar ze dit als haar huis is gaan beschouwen. Jack vraagt haar ten huwelijk en ze stemt toe.

## Rolverdeling
| Acteur            | Personage                 |
| ----------------- | ------------------------- |
| Nicole Kidman     | Isabel Bigelow / Samantha |
| Will Ferrell      | Jack Wyatt / Darrin       |
| Shirley MacLaine  | Iris Smythson / Endora    |
| Michael Caine     | Nigel Bigelow             |
| Jason Schwartzman | Ritchie                   |
| Kristin Chenoweth | Maria Kelly               |
| Heather Burns     | Nina                      |
| Jim Turner        | Larry                     |

## Achtergrond
De film kampte met een lastige productie. Veel scènes moesten opnieuw worden gefilmd, maar werden uiteindelijk niet gebruikt. Ook werd het scenario tijdens de productie meerdere malen aangepast.
De film was geen groot succes.